# Dichaea glauca
Dichaea glauca là một loài lan.